# Günter Rave
Günter Mauriz Rave Zegarra (Cusco, 3 de marzo de 1971) es un periodista, reportero y presentador de televisión peruano de ascendencia alemana, reconocido principalmente por haber conducido diferentes noticieros de su país.

## Biografía
Günter Rave nació en la ciudad del Cusco, siendo el único hijo de la familia Rave Zegarra. Tras acabar la secundaria, realizó sus estudios de Ciencias de la Comunicación en la Universidad de San Antonio Abad y posteriormente se muda a la capital Lima a finales de los años ochenta para estudiar comunicación audiovisual.
Comenzó su carrera periodística allá por el año 1994, cuando Rave firmó por la televisora peruana Panamericana, gracias por haber aceptado la propuesta del dueño del canal Genaro Delgado Parker e ingresa al elenco del programa matutino Buenos días, Perú inicialmente como reportero hasta 1996, cuando se suma al canal Red Global. Años después, en 2003, regresó a Buenos días, Perú; pero esta vez como el conductor del espacio y, a la par, reportero recurrente hasta finales de 2007. Seguidamente, se sumó a la conducción del noticiero 24 horas, edición central, entre 2003 y 2009, la cual compartiría junto con Valia Barak.[cita requerida]
Tras terminar su etapa en Panamericana, Rave ingresa al canal América Televisión como el conductor del espacio América noticias, edición mediodía en el año 2013 por varias temporadas.[cita requerida] Además, participó recurrentemente como reportero del Centro de Noticias de América y Canal N, realizando colaboraciones con otros programas televisivos como América hoy durante la pandemia de COVID-19 en 2020 con gran aceptación por los televidentes por su desempeño y condujo la edición sabatina del noticiero mencionado ese año.
Rave recibió la distinción de la Orden por parte del Colegio de Periodistas de Lima en el año 2020 durante una celebración del Día del Periodista en su país y al año siguiente asumió la conducción de América noticias, edición central, en reemplazo del también periodista peruano René Gastelumendi, compartiendo el rol al lado de Alvina Ruiz hasta el año 2024 y después junto con Carla Tello hasta inicios de junio de 2025. Además, fue invitado a otros programas del canal América como La banda del Chino, siendo él una de las figuras principales de la dicha televisora.[cita requerida]
Tuvo una participación especial en la cinta Reinas sin corona, dirigida por Gino Tassara, en el año 2023, interpretándose a un presentador de entrevistas.

## Créditos

### Televisión
| Año           | Título                             | Papel                                                                     | Emisión                 | Ref.             |
| ------------- | ---------------------------------- | ------------------------------------------------------------------------- | ----------------------- | ---------------- |
| 1994-1995     | Buenos días, Perú                  | Reportero                                                                 | Panamericana Televisión | [ 3 ]            |
| 1996-2002     | Global noticias                    | Reportero y presentador de noticias                                       | Red Global              | [ 3 ]            |
| 2003-2007     | Buenos días, Perú                  | Presentador de noticias y reportero recurrente                            | Panamericana Televisión | [ 5 ]            |
| 2003-2009     | 24 horas, edición mediodía         | Presentador de noticias                                                   | Panamericana Televisión | [cita requerida] |
| 2003-2009     | 24 horas, edición central          | Presentador de noticias                                                   | Panamericana Televisión | [cita requerida] |
| 2010-2011     | RBC noticias                       | Presentador de noticias                                                   | RBC Televisión          | [cita requerida] |
| 2015-presente | N noticias                         | Presentador de noticias                                                   | Canal N                 | [cita requerida] |
| 2020          | América hoy                        | Reportero y colaborador                                                   | América Televisión      | [ 6 ]            |
| 2020-2021     | América noticias, edición sabatina | Presentador de noticias                                                   | América Televisión      | [ 9 ]            |
| 2020          | Mi mamá cocina mejor que la tuya   | Participante invitado (con Melissa Peschiera, Erick Osores y Alvina Ruiz) | América Televisión      | [ 15 ]           |
| 2021          | La banda del Chino                 | Entrevistado especial                                                     | América Televisión      | [ 13 ]           |
| 2021-2024     | América noticias, edición central  | Presentador de noticias                                                   | América Televisión      | [ 12 ] [ 16 ]    |

### Cine
| Año  | Título            | Papel                      | Ref.   |
| ---- | ----------------- | -------------------------- | ------ |
| 2023 | Reinas sin corona | Presentador de entrevistas | [ 14 ] |

## Reconocimientos
- Distinción de la Orden por parte del Colegio de Periodistas de Lima (2020)[10]